# Athener Börse
Die Athener Börse (griechisch Χρηματιστήριο Αξιών Αθηνών, englisch Athens Stock Exchange - ASE oder ATHEX) ist die griechische Wertpapierbörse mit Sitz in Athen und wird von der HELEX Group betrieben. Das amtliche Informationsblatt ist die Zeitung Naftemporiki. 

## Hintergründe
Die Handelszeiten sind von 10:00 bis 17:20 Uhr von Montag bis Freitag. 

## Indizes
Der Athex Composite Share Price Index ist der Leitindex der Börse. Ein weiterer Index ist der FTSE/Athex Large Cap, welcher aus einer Partnerschaft der Börse mit dem britischen Indexspezialisten FTSE Group International hervorgegangen ist. Der FTSE/Athex Large Cap umfasst die 25 größten Unternehmen des Landes.

## Geschichte
Die Athener Börse existiert seit 1876 in ihrer heutigen Form (Vorgänger von 1870–76). Bis 2007 hatte sie ihren Sitz an der Sophokleous-Straße. Sie wird deshalb häufig die Sophokleous genannt.
Im Jahr 2006 startete die Athener Börse eine gemeinsame Plattform mit der Börse von Zypern.
Im Juli 2009 gab die ASE bekannt, ab November 2009 die bisher gebündelte Gebührenstruktur (Handels-, Clearing- und Settlementgebühren) zu entzerren. Gleichzeitig arbeitet die Athener Börse an einem Projekt „X-Net“, mit dem der Handel von in der Balkan-Region gelisteten Aktien über die Athener Börse zukünftig möglich sein soll.
Fortwährende Spekulationen über einen Austritt Griechenlands aus der Eurozone („Grexit“) und entsprechende Forderungen, sowie der offene Wahlausgang der Parlamentswahl am 6. Mai 2012 führten zu stark fallenden Aktienkursen. Ende Mai 2012 fiel der Leitindex auf weniger 500 Punkte, den tiefsten Stand seit 20 Jahren. Nach der Wahl am 17. Juni 2012 und dem Zustandekommen einer Regierung (Kabinett Samaras) setzte eine allmähliche Genesung ein. Mehrere Banken legten Indexfonds auf (z. B. UBS, Commerzbank und Lyxor (Vermögensverwalter der Société Générale)).
Im Rahmen der Bankenrettung in Griechenland im Juni und Juli 2015 wurde die Athener Börse am 29. Juni 2015 vorübergehend geschlossen.
Der Wert der in Athen notierten Aktien betrug (gemessen an den Kursen vom Oktober 2012) rund 24 Mrd. Euro.
Nach fünfwöchiger Handelsaussetzung im Zuge der griechischen Staatsschuldenkrise öffnete die Börse Athen am 3. August 2015 wieder.

## Mitgliedschaften
- Sie ist Mitglied in der World Federation of Exchanges.[7]
- Federation of European Securities Exchanges[8]
- Sustainable Stock Exchanges Initiative